# Thierry Péponnet
Thierry Péponnet (ur. 7 września 1959 w Hawrze) – francuski żeglarz sportowy. Dwukrotny medalista olimpijski.
Największe sukcesy odnosił w klasie 470 wspólnie z Lukiem Pillotem. W Los Angeles w 1984 wywalczyli brąz, cztery lata później zwyciężyli. Byli także mistrzami (1986) i wicemistrzami (1985) świata. Stawali na najwyższym stopniu podium mistrzostw Europy (1986 i 1988).

## Starty olimpijskie
Los Angeles 1984
- 470 –  brąz

Seul 1988
- 470 –  złoto